# Mifare

Esquema de una RF smart card

MIFARE es la marca registrada propiedad de NXP Semiconductors de una serie de chips utilizados en tarjetas inteligentes sin contacto y tarjetas de proximidad, de las más ampliamente instaladas en el mundo, con aproximadamente 250 millones de TISC y 1,5 millones de módulos lectores vendidos. Es equivalente a las 3 primeras partes de la norma ISO 14443 Tipo A de 13.56 MHz con protocolo de alto nivel, con una distancia típica de lectura de 10 cm (unas 4 pulgadas). La distancia de lectura depende de la potencia del módulo lector, existiendo lectores de mayor y menor alcance.  Es propiedad de NXP Semiconductors (antes parte de Philips Semiconductors).

## Operación
Las tarjetas MIFARE son tarjetas de memoria bastante protegidas. Están divididas en sectores, bloques y mecanismos simples de seguridad para el control de acceso. Su capacidad de cómputo no permite realizar operaciones criptográficas o de autentificación mutua de alto nivel, estando principalmente destinadas a monederos electrónicos simples, control de acceso, tarjetas de identidad corporativas, tarjetas de transporte urbano o para ticketing.
Cada sector se divide en cuatro bloques, de los cuales tres pueden contener información del usuario. La información es de formato libre, y se puede modificar con comando simples de lectura y escritura. MIFARE provee un formato especial llamado 'bloque de valor'; los bloques que tienen información guardada en este formato se comportan de una forma diferente, incluyendo operaciones de descuento e incremento.
Los sectores utilizan dos claves de acceso llamadas 'A' y 'B'. Estas llaves se almacenan en el cuarto bloque junto con los permisos de acceso a cada uno de los tres bloques. Estos permisos pueden ser: lectura, escritura, descuento o incremento (para bloques de valor).
Una vez que se acerca la tarjeta a un lector, ésta se activa e inicia un proceso de intercambio con el lector para establecer una comunicación cifrada. Este proceso es igual con todas las tarjetas y está diseñado para proveer protección contra escucha del canal, y no para autenticar la tarjeta o el lector. 
Después de establecer un canal cifrado, la tarjeta envía un código de identificación de conexión, que usualmente es el número de serie de la tarjeta, aunque la norma ISO 14443 dice que este número puede ser aleatorio. Con este número de conexión el lector está en capacidad de realizar cualquier operación en la tarjeta, previa presentación de las claves de acceso a los respectivos sectores.
En 2008 se desveló que grupos de especialistas manifestaran tener descifrado Cripto1.[cita requerida] La lista es encabezada por Henryk Plötz, un investigador alemán, y Karsten Nohl, candidato a doctorado en ciencias de la computación en la Universidad de Virginia, que manifestaron haber realizado ingeniería inversa con microscopio sobre un chip de MIFARE Classic 1K y que podían evidenciar el cifrado. Se cree también que ingenieros chinos ya habían realizado esto.

## Historia
- 1994 - Aparece estándar MIFARE Classic 1K.
- 1996 - Primer sistema de transporte usando MIFARE en Seúl
- 1997 - Aparece MIFARE Pro con encriptación 3DES.
- 1999 - Aparece MIFARE Prox con encriptación PKI.
- 2001 - Aparece MIFARE Ultralight.
- 2002 - Aparece MIFARE DESFire.
- 2009 - Aparece MIFARE Plus.

## Variantes

### MIFARE Classic
Son fundamentalmente de los dispositivos de almacenamiento de memoria. Existen tarjetas de 1KB y de 4KB. La MIFARE Classic de 1KB ofrece unos 768 bytes de almacenamiento de datos, dividida en 16 sectores. La MIFARE Classic de 4k ofrece 3 KB dividido en 40 sectores.

### MIFARE Ultralight
Es semejante a la Classic, pero solo tiene 512 bits de memoria (es decir 64 octetos), sin seguridad. Esta tarjeta es muy barata así que se utiliza a menudo de forma desechable.

### MIFARE T = CL
Bajo esta denominación se encuadran las tarjetas MIFARE ProX y MIFARE SmartMX. Son tarjetas microprocesadas que incorporan un sistema operativo de tarjeta (Card Operating System - COS) y aplicaciones desarrolladas específicamente para ser ejecutadas en la tarjeta. Estas tarjetas son capaces de ejecutar operaciones complejas de forma rápida y segura, igual que las tarjetas con contactos ISO 7816.

### MIFARE DESFire
Esta tarjeta es una versión especial de Philips MIFARE SmartMX. Se vende con un software de propósito general incorporado (el sistema operativo MIFARE DESFire), que ofrece más o menos las mismas funciones que MIFARE Classic (4kB de almacenamiento de datos dividido en 16 bloques), pero con una mayor flexibilidad, una mayor seguridad (triple DES), y con mayor rapidez (protocolo T=CL).

### MIFARE DESFire EV1
Es la primera evolución de MIFARE DESFire, compatible con la versión anterior, pero aún más segura, alcanzando la certificación EAL 4 + 